# Stalcraft: X
Stalcraft: X — компьютерная игра в жанре MMOFPS с элементами survival horror, разработанная российской студией EXBO и изданная самостоятельно для Windows. Игра была выпущена в раннем доступе 10 июля 2014 года, а 9 декабря 2022 года состоялся полноценный релиз.

## Игровой процесс
Игровой процесс в значительной степени вдохновлён серией игр S.T.A.L.K.E.R. В самом начале игры у игрока будет возможность выбрать фракцию, к которой он хочет присоединиться. На выбор будут представлены «Сталкеры» и «Бандиты», что позволит ему погрузиться в мир Чернобыльской Зоны, отражая собственные принципы и идеалы. В зависимости от выбранной фракции, игроку будут встречаться разнообразные уникальные персонажи и ситуации. Это даст возможность не зацикливаться на одной фракции, а исследовать обе стороны конфликта, чтобы найти свою собственную дорогу в Зоне.
Игрок начинает своё путешествие на юге Чернобыльской Зоны и постепенно продвигается на север, преодолевая различные препятствия. В этом мире ему предстоит собирать разнообразные предметы, торговать, выполнять задания и даже участвовать в разрешении конфликтов между группировками. Помимо общедоступных мест, здесь есть и скрытые, которые будут открываться по мере выполнения заданий. После завершения обучения игрок получит доступ ко всему миру. Он сможет отправиться куда угодно, не обращая внимания на сюжетные линии.
В игре присутствует широкий выбор оружия и брони, а также возможность улучшать своё снаряжение. Кроме того, игроки могут собирать различные предметы в мире и улучшать своё убежище. Уровень развития собственного персонажа будет определять подбор соперников в игре, так как здесь действует система распределения по уровням.

## Сюжет
События игры разворачиваются в альтернативной вымышленной вселенной серии S.T.A.L.K.E.R., в наши дни, на территории Чернобыльской Зоны отчуждения. В этом мире Зона приобрела аномальные свойства, и с недавнего времени туда начали стекаться люди, испытывающие непреодолимую тягу к загадочному артефакту, который появляется им во снах.
Зона смертельно опасна: здесь повсеместно происходят вооружённые столкновения между различными группировками. Среди её обитателей — «сталкеры», авантюристы и охотники за артефактами; «бандиты» — преступники и маргиналы, скрывающиеся от закона или ищущие наживы. Постепенно появляются и набирают силу новые фракции: «Блаженные» — одержимые идеей найти мистический артефакт под названием «Голубой Шар», и «Санитары» — радикальная группировка, выступающая против «Блаженных». Последние придерживаются идеологии превосходства и подчиняются только силе.
Кроме них, в Зоне действуют и более организованные структуры. «Рубеж» — объединение профессиональных военных и опытных сталкеров, ставящих своей целью уничтожение всех мутантов и защиту человечества. Это одна из старейших организаций Зоны. «Заря» — анархистская исследовательская группа, считающая, что Зона должна быть свободной территорией, доступной для всех. «Наёмники» — боевое формирование, выполняющее разнообразные задания за плату; организацией управляет руководство, обеспечивающее бойцов постоянными контрактами. «Завет» — культовая группировка, исповедующая идею духовного очищения через страдание; её члены верят, что только они смогут достичь «мира в страдании», в то время как все остальные — грешники, подлежащие уничтожению.
Игрок берёт на себя роль новоприбывшего в Зону «блаженного», которому предстоит раскрыть тайны Зоны, отыскать «Голубой Шар» и определить его судьбу. После этого герой должен будет сделать выбор, примкнув к одной из организаций «Севера».

## Отзывы критиков
Игровые журналисты с интересом отнеслись к проекту. В частности, было отмечено необычное сочетание кубизма Minecraft, вселенной S.T.A.L.K.E.R. и элементов MMORPG геймплея c хардкорной PvP составляющей.